# Watkins Glen
Pour les articles homonymes, voir Glen (homonymie).
Watkins Glen est un village situé dans le comté de Schuyler, dans l'État de New York. Sa population est de 1 859 habitants lors du recensement de 2010. C'est le siège du comté de Schuyler. 

## Sport automobile
Watkins Glen est plus célèbre en dehors des États-Unis pour le circuit automobile qui s'y trouve, le Watkins Glen International. C'était là que les Grands Prix automobile des États-Unis (1961-1975) et les Grands Prix automobile des États-Unis Est (1976-1980) de Formule 1 se sont déroulés. Il est utilisé aussi pour les courses de NASCAR, de Champ Car, d'Indy Racing League, et pour d'autres séries.
C'est sur ce circuit que meurt lors d'essais le 6 octobre 1973 le pilote automobile François Cevert.